# Deleni (Vaslui)
Deleni es una comuna ubicada en el distrito de Vaslui, Rumania.

## Superficie
Posee una superficie de 41,57 kilómetros cuadrados.

## Demografía
Hasta 2021 la población era de 1837 habitantes, con una densidad de población de 44,19 habitantes por kilómetro cuadrado.